# CB Peñas Huesca
CB Peñas Huesca (auch als CB Lobe Huesca bekannt) ist ein spanischer Basketballverein aus Huesca.

## Geschichte
Der Verein wurde 1977 gegründet. Er startete in der dritten Liga, von wo aus er 1982 in die 1ª División B, die damalige zweite Liga, aufstieg. Es folgte der Durchmarsch bis in die Elite-Liga des spanischen Basketballs, die Liga ACB. In dieser konnte man sich jedoch nicht halten und stieg prompt wieder ab. Die folgende Zweitliga-Saison schloss das Team 1985 als Vizemeister (subcampeón) ab und schaffte den direkten Wiederaufstieg. 
Nun etablierte sich Huesca in der Liga ACB, in der man elf Jahre in Folge vertreten war. 1987 und 1988 erreichte das Team die Play-offs, wo man sich CB Estudiantes bzw. Cacaolat Granollers geschlagen geben musste. Es blieben die einzigen beiden Play-off-Teilnahmen der Vereinsgeschichte. Zwischen 1989 und 1993 platzierte das Team sich stets im unteren Mittelfeld der Hauptrundentabelle. Zwischen 1993 und 1996 musste der Verein viermal in Folge Play-downs gegen den Abstieg spielen. Zuerst rettete das Team sich sportlich, im Jahr darauf verlor es die Play-downs, aufgrund des Verzichts von CB Llíria durfte es aber in der Liga bleiben. In der Saison 1994/95 sicherte man sich wieder sportlich die Liga. Gegen den Valencia Basket Club setzte sich die Mannschaft durch. 1996 war es dann aber so weit, Huesca musste in die zweite Liga. Es ging folglich weiter abwärts mit dem Klub. Es folgten weitere Abstiege, bis der Verein im Jahr 2000 in der vierten Liga angekommen war.
In der Saison 2009/10 schaffte das Team den Weg zurück in die zweite Liga, wo sich CB Peñas Huesca bis zum Abstieg 2022 halten konnte. Seit der Saison 2022/23 spielt Huesca wieder in der 3. Liga.

## Namensgeschichte
Durch mehrere Sponsorenwechsel nannte sich der Verein diverse Male um:
- 1977–1985: Peñas
- 1985–1990: Magia de Huesca
- 1990–1992: Huesca la Magia
- 1992–1994: Argal Huesca
- 1994–1995: Somontano Huesca
- 1995–2006: Peñas Huesca
- 2006–2007: CAI Huesca La Magia
- 2007–2008: CP Penas Huesca
- seit 2008: CB LOBE Huesca

## Halle
Der Verein trägt seine Heimspiele im 5.500 Plätze umfassenden Palacio Municipal aus. 

## Erfolge
- Spanischer Vizemeister der 2. Liga (1984/85)
- Erstligist, 1983/84 und durchgehend 1985/86 bis 1995/96 (beste Platzierung: 5. Platz in der Saison 1990/91)

## Bekannte ehemalige Spieler
- Alphonso Ford (1995–1996)
- Waleri Alexejewitsch Tichonenko (1992–1993)